# Supercampionato paulista
Il Supercampeonato Paulista (Supercampionato paulista) fu un torneo creato dalla Federação Paulista de Futebol ed ebbe appena un'unica edizione, quella del 2002.
Hanno disputato il Supercampionato il vincitore del Campionato Paulista 2002 (l'Ituano FC) e i primi tre classificati del Torneo Rio-San Paolo dello stesso anno (São Paulo, Corinthians e Palmeiras). Il Supercampionato fu vinto dal São Paulo.
Fu ideato per far giocare meno partite ai principali club paulisti già impegnati nel Torneo Rio-San Paolo, che in quell'anno non disputarono il Campionato Paulista. A causa di numerose critiche questa rimase l'unica edizione del torneo.

## Partite
| Data      |             | Risultato |             | Stadio                |
| 19 maggio | Ituano      | 2 - 0     | Corinthians | Doutor Novelli Júnior |
| 19 maggio | São Paulo   | 2 - 0     | Palmeiras   | Anacleto Campanella   |
| 22 maggio | Palmeiras   | 2 - 2     | São Paulo   | Canindé               |
| 22 maggio | Corinthians | 3 - 2     | Ituano      | Martins Pereira       |
| 26 maggio | Ituano      | 2 - 2     | São Paulo   | Doutor Novelli Júnior |
| 30 maggio | São Paulo   | 4 - 1     | Ituano      | Morumbi               |

## Finale
| San Paolo 30 maggio 2002 | San Paolo  | 4 – 1 | Ituano | Stadio Morumbi |
| Adriano 18’ , 43’ Reinaldo 21’ Hiroshi 24’ Marcatori 76’ Basílio Roger P Gabriel D Émerson D Jean D Lino D Maldonado C Fábio Simplício C Adriano C Lúcio Flávio C Souza C Sandro Hiroshi A Oliveira A Reinaldo A Rafael A Formazioni P André Luís D Giuliano D Silvinho D Erivélton D Vinícius D Lúcio C Everaldo C Pierre C Élson C Juliano C Tita A Basílio A Fernando Gaúcho A Lelo Oswaldo de Oliveira Allenatori Ademir Fonseca |            | |        |                |
| |            | |        |                |
| Adriano 18’, 43’ Reinaldo 21’ Hiroshi 24’ | Marcatori  | 76’ Basílio |        |                |
| · Roger P · Gabriel D · Émerson D · Jean D · Lino D · Maldonado C · Fábio Simplício C · Adriano C · Lúcio Flávio C · Souza C · Sandro Hiroshi A · Oliveira A · Reinaldo A · Rafael A | Formazioni | · P André Luís · D Giuliano · D Silvinho · D Erivélton · D Vinícius · D Lúcio · C Everaldo · C Pierre · C Élson · C Juliano · C Tita · A Basílio · A Fernando Gaúcho · A Lelo |        |                |
| Oswaldo de Oliveira | Allenatori | Ademir Fonseca |        |                |